# Paul Dukas
Paul Abraham Dukas (1. října 1865, Paříž, Francie – 17. května 1935, Paříž) byl francouzský skladatel, kritik, hudební pedagog a příležitostný spisovatel druhé poloviny 19. a první poloviny 20. století, tedy éry romantismu.

## Život
Paul Dukas, rodným jménem Paul Abraham Dukas se narodil v Paříži do židovské rodiny. Jeho otec byl bankéř, ale jeho rozhodnutí stát se hudebníkem ovlivnila nepochybně i jeho matka, velice hudebně nadaná žena, která však zemřela v Paulových čtyřech letech.
V dětských letech se také naučil také hře na klavír a ve svých šestnácti letech se vydal studovat hudbu na pařížskou konzervatoř k Théodore Duboisovi a Ernestu Guiraudovi, kde hrál v tamním orchestru na tympány a kde poznal i svého blízkého, o tři roky staršího přítele Claude Debussyho, s kterým sdílel vášnivou lásku k Wagnerově hudbě, ale jejich pozornost se zanedlouho odebrala spíše na francouzské skladatele, jako byl César Franck a jeho žák d'Indy. Po ukončení studia se stal také známým kritikem a spisovatelem, ale do jisté míry i vědcem, který významně přispěl k novému vydání Rameauových prací.
Slávu si získal až ve svých třiceti letech, kdy uvedl svou úchvatnou Symfonii (1896), vznešené ale temperamentní dílo, dokonale orchestrálně zvládnuté, kterému se přezdívalo a dodnes přezdívá jako Beethovenova symfonie. Byla poprvé uvedena v lednu 1897 a později téhož roku napsal své další skvělé dílo pro které je nejvíce znám, „symfonické scherzo na Goethovu baladu“, které je dnes známé pod názvem L'apprenti sorcier (Čarodějův učeň). Toto brilantně barvité a osvěžující dílo je rovněž jedním z těch, které svou harmonickou křehkostí a vynalézavostí zřejmě ovlivnily dvě později vzniklá díla: Stravinského Ohňostroj a Debussyho Jeux. Přestože čítá jeho vrcholné dílo několik desítek bravurních děl, dnes je velká část z nich zničena samotným Dukasem, který je ničil pro svou údajnou nespokojenost.
Paul Dukas napsal i dva komplexy technicky náročných děl velkého rozsahu pro klavír. Do tohoto seznamu patří hlavně jeho monumentální sonáta (1901), jeho Klavírní variace na námět a téma Rameaua (1902), které jsou znovu inspirovány Beethovenem a Franckem. Jeho opera Ariane et Barbea-bleue (Adrian a modrovous), kterou tvořil mezi lety 1899 až 1907 je často spojována s dílem Claude Debussyho Pelléas et Mélisande, částečně díky své hudební podobě, ale i proto, protože jsou obě díla inspirována libretem od Maurice Maeterlincka. Jeho posledním vrcholným a hlavním dílem je označován jeho orientální balet La Péri, který napsal v roce 1912.
Poslední desetiletí svého života prožíval Dukas poklidně. Komponoval jen zřídka, ale zato se stal vynikajícím a vyhlášeným učitelem hudby, který vychoval několik slavných skladatelů jako byl Joaquín Rodrigo, Maurice Duruflé, Olivier Messiaen nebo Jehan Alain. Zvláště Messiaen se o svém učiteli často chvalně zmiňoval. Tyto poslední léta prožíval převážně v Paříži, kterou miloval a obdivoval.
Paul Dukas měl velice dobrý vztah ke svým přátelům, mezi které patřili i jiní vlivní skladatelé první poloviny 20. století. Po roce 1930 se začalo jeho zdraví pomalu, ale jistě a zákeřně zhoršovat. Začal slábnout a to v závěru až do té míry, že nemohl vykonávat své oblíbené vycházky po Paříži. Zemřel roku 1935, kdy byl následně pochován mezi několika velikány na hřbitově Père Lachaise.

## Dílo (výběr)
- Orchestrální hudba

Předehry (Götz von Berlichingen, Polyeucte, le Roi Lear)
Symfonie zvaná Beethovenova (1896)
L'Apprenti sorcier (Čarodějův učeň) (1897)
- Komorní hudba

Alla Gitana, pro violoncello a klavír
Villanelle, pro lesní roh a klavír
- Hudba pro klavír

Variations, Interlude et final on a theme of Rameau
La plainte, au loin, du faune…
Prélude élégiaque sur le nom de Haydn
Sonáta v E minor
- Vokální hudba

Sonnet de Ronsard
Vocalise, pro hlas a klavír
Kantáty (Hymne au soleil, Sémélé et Velléda)
- Balety

La Péri (1912)
- Opera

Ariane et Barbe-Bleue (Ariana a Modrovous) (1907)

## V populární kultuře
Dukasova skladba L'apprenti sorcier (Čarodějův učeň) je použita ve filmu Fantazie (Fantasia) (1940) z produkce Walta Disneyho. Čarodějova učně zde představuje Mickey Mouse. Celý tento segment byl beze změny převzat do filmu Fantazie 2000 (Fantasia 2000) (1999), který svým konceptem navazuje na původní Fantazii.